# Passo da Cruz
Passo da Cruz (em francês:  Col de la Croix) é um colo de montanha no cantão de Vaud que culmina a 1 778 m e liga Villars-sur-Ollon a Les Diablerets, na Suíça.
O Passo da Cruz tem 18 km no vertente Oeste com um declive máximo de 13 %.